# Gary Johnson (homme politique)
Pour les articles homonymes, voir Gary Johnson et Johnson.
Gary Earl Johnson, né le 1er janvier 1953 à Minot (Dakota du Nord), est un homme d'affaires et homme politique américain, notamment gouverneur du Nouveau-Mexique de 1995 à 2003.
Il est connu pour son opposition à la War on Drugs et ses positions libérales classiques : conservateur économiquement et progressiste sur les questions sociales. À ce titre, il est le candidat du Parti libertarien pour l'élection présidentielle de 2012, associé au juge James P. Gray. Il recueillit 1 275 971 voix, soit près de 1 % des suffrages dans un système bipartisan. Il est précédemment candidat à l'investiture du Parti républicain quelques mois plus tôt, mais se rétracte rapidement en faveur de Ron Paul. Dès décembre, il annonce vouloir être le candidat des libertariens. La convention du Parti libertarien lui accorde en mai son soutien, par 419 voix contre 152.
Lors de l'élection présidentielle de 2016, il est à nouveau le candidat du Parti libertarien, associé à l'ancien républicain William Weld; première fois depuis 1948 qu'un ticket présidentiel est composé de deux hommes ayant exercé la fonction de gouverneur. Il réalise à l'issue de cette élection un score en augmentation par rapport à 2012, en recueillant 4 489 233 voix, soit 3,27 % des suffrages.
En 2018, il est investi candidat libertarien à l'élection sénatoriale ayant lieu dans le Nouveau Mexique. Il est cependant largement battu par le sénateur démocrate sortant, Martin Heinrich. Il arrive en troisième position, recueillant 15,4 % des voix.

## Biographie

### Jeunesse
Issu d'une famille modeste luthérienne, Gary Earl Johnson étudie la science politique à l'université du Nouveau-Mexique à Albuquerque ; il y rencontre sa future épouse, Dee.

### Gouverneur du Nouveau-Mexique

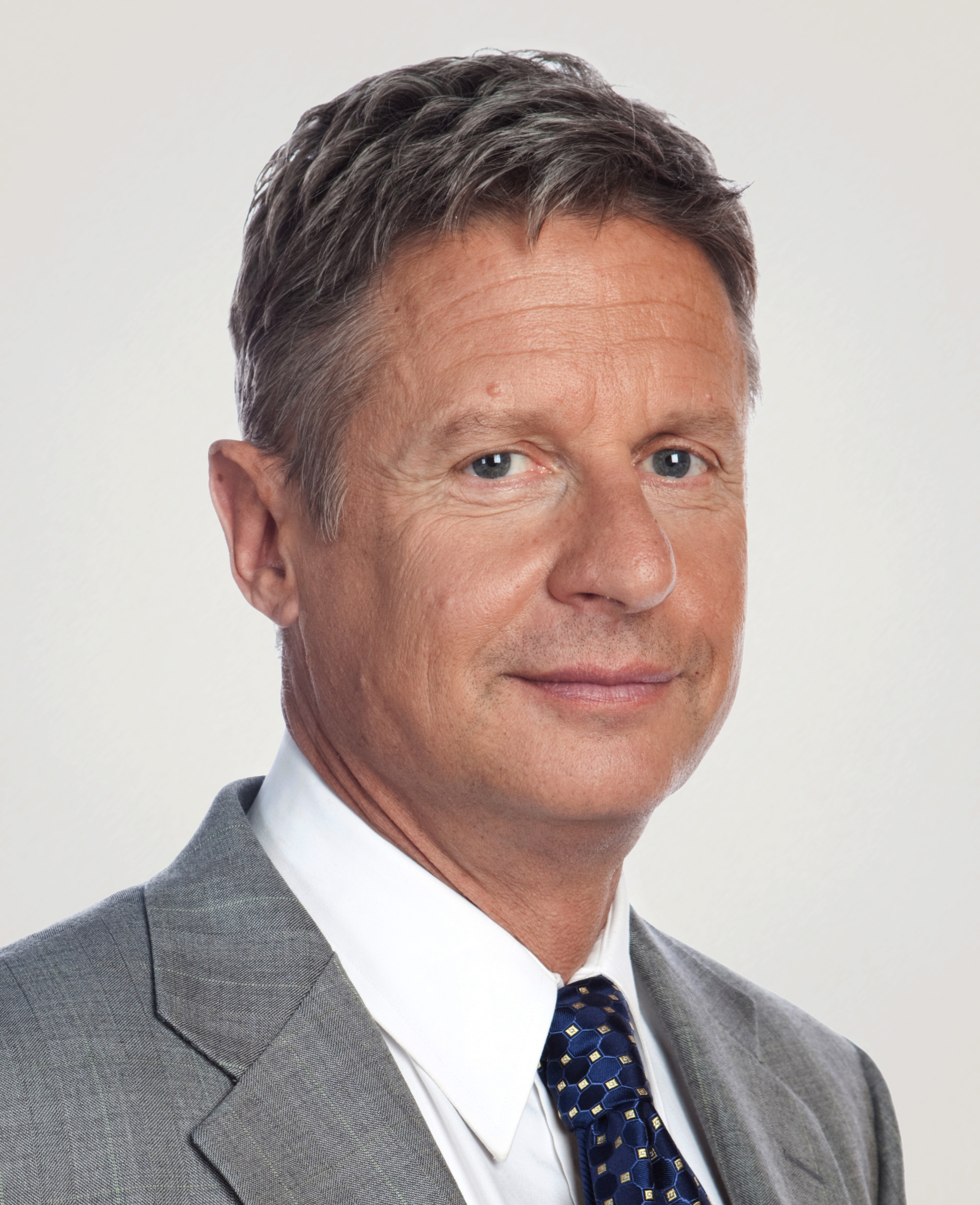
Gary Johnson en 2009.

Élu pour deux mandats, il est en fonction de 1995 à 2003, avec comme lieutenant-gouverneur Walter Bradley. Johnson pense qu’il doit y avoir aussi peu de lois que possible. Ainsi, pendant son mandat, il a mis son veto à plus de lois que les 49 autres gouverneurs d’État réunis. Il est d'ailleurs surnommé « Governor Veto ». À 14 occasions, il a diminué les impôts. Il ne les a jamais augmentés. Il réduit le déficit public du Nouveau-Mexique et à la fin de son second mandat, son État se retrouve avec un excédent budgétaire d'un milliard de dollars.
On peut classer Gary Johnson comme libertarien au sens où il souhaite réduire l'État et a des vues sociétales progressistes.

### Campagne présidentielle 2012
Candidat pour le Parti libertarien lors de l'élection présidentielle de 2012, il remporte 0,99 % des suffrages exprimés.

### Campagne présidentielle 2016
La candidature Johnson-Weld a reçu les soutiens publics de :
- Jesse Ventura, ancien gouverneur du Minnesota, annoncé le 13 juillet 2016.
- Daniel Zolnikov (en) et Nicholas Schwaderer (en), tous deux élus républicains à la chambre des représentants du Montana, annoncés le 25 juillet 2016.
- Mark B. Madsen (en), sénateur de l'Utah, qui quitte le Parti républicain pour rejoindre le Parti libertarien, le 25 juillet 2016.
- Marvin Bush (en), benjamin des fils de l'ancien président républicain George H. W. Bush, annoncé le 27 juillet 2016.
- Scott Rigell, élu républicain de la Virginie à la chambre des représentants, premier membre du congrès à apporter son soutien, le 5 août 2016.

Cette vague de soutiens se produit dans le contexte des polémiques violentes et récurrentes soulevées par la campagne du candidat républicain Donald Trump.

### Campagne sénatoriale de 2018
En 2018, il est investi candidat libertarien à l'élection sénatoriale ayant lieu dans le Nouveau Mexique. Il est cependant largement battu par le Sénateur démocrate sortant, Martin Heinrich. Il arrive en troisième position, recueillant 15,4 % des voix.

## Positions politiques

### Économie
Gary Johnson a des positions libertariennes en matière de fiscalité et plus généralement d'économie : il souhaite diminuer les impôts, équilibrer le budget fédéral et réduire le champ d'intervention de l'État, par exemple en ce qui concerne les prestations de sécurité sociale ou dans le domaine éducatif (il propose la suppression du département de l'éducation).

### Immigration
Gary Johnson défend des vues « open borders », c'est-à-dire qu'il est hostile à la limitation de l'immigration aux États-Unis : il pense que l'immigration est « en fin de compte une bonne chose » (« ultimately a good thing ») et veut rendre aussi facile que possible l'obtention d'un visa de travail pour quiconque ayant l'intention de se rendre aux États-Unis.

### Société
Il est opposé à la guerre contre la drogue et souhaite notamment légaliser la marijuana ; Gary Johnson préférerait que l'abus de drogue soit traité comme un problème de santé publique plutôt que comme un problème de criminalité.
Il pense que l'avortement relève d'un choix qui devrait être laissé à la femme concernée, ce qui fait de lui un pro-choix à titre personnel, mais il est cependant en faveur de l'annulation de l'arrêt Roe v. Wade car il pense que ce sujet devrait se régler au niveau des États.
Il est favorable à la possibilité d'union civile pour les couples homosexuels.

### Politique étrangère
Il est hostile à ce que les États-Unis restent en Afghanistan, à leur intervention dans la guerre civile libyenne et à la guerre d'Irak depuis son début, appelant au départ des troupes américaines de ce pays.
En septembre 2016, interrogé sur son opinion à propos du siège d'Alep, en Syrie, il a demandé au journaliste qui lui posait la question : « c'est quoi Alep ? »,. 